# 本巣国造
本巣国造（もとすのくにみやつこ・もとすこくぞう）は本巣国を支配した国造。美濃国造、三野前国造と同一の国造とされる。

## 概要

### 祖先
- 『古事記』開化天皇記によると彦坐王の子の神大根王（八瓜入日子王）が祖という。
- 『古事記』景行天皇記では大根王が美濃国造の祖、『日本書紀』景行天皇紀では神骨を美濃国造、『先代旧事本紀』「国造本紀」では八瓜命を三野前国造と伝えており、本巣国造と美濃国造、三野前国造は同一の国造であったと見られる。

### 氏族
美濃氏（みのうじ、姓は直）で、彦坐王を祖とし、長幡部連などと同系。

## 本拠
美濃国本巣郡美濃郷。ただし、本巣郡における大型古墳の築造は宗慶大塚古墳程度で、ほどなくして不破郡・安八郡に本拠を移したものと見る説がある。

### 支配領域
当初は現在の岐阜県本巣市・瑞穂市・北方町。方県郡を美濃県と想定し、後に本巣郡東方の美濃県主の地を領して美濃国造（三野前国造）になったとする説や、成務朝に国造へ任命される前が三野県主で、三野前国造の領域を本巣郡や不破郡、安八郡をはじめ、席田郡、方県郡、山県郡を含む地域と見る説がある。

## 氏神
美濃国一宮の南宮大社か。

### 関連神社
- 高坂神社（こうさかじんじゃ）
岐阜県本巣市金原に鎮座する神社で、国造祖の神大根王などを祀る。神大根王の娘である兄比売・弟比売の姉妹が勧請したとされる。
- 賀茂神社（かもじんじゃ）
岐阜県本巣郡北方町加茂に鎮座する神社で、別雷命と賀茂御祖神を祀る。
- 香良洲神社（からすじんじゃ）
岐阜県本巣市早野に鎮座する神社で、社名から本来は八咫烏を祀った可能性がある[3]。

### 墓
- 宗慶大塚古墳
岐阜県本巣市宗慶にある墳丘長63メートルの前方後円墳で、古墳時代前期（4世紀）の築造。被葬者については神大根王またはその子孫とする説があり、古くから王塚とも呼ばれた。